# Grajduri
Grajduri é uma comuna romena localizada no distrito de Iaşi, na região de Moldávia. A comuna possui uma área de 48.50 km² e sua população era de 3182 habitantes segundo o censo de 2007.